# Torcuato Trujillo
Pour les articles homonymes, voir Trujillo.
Torcuato Trujillo est un militaire espagnol du XIXe siècle connu pour sa participation à la bataille de Bailén contre Napoléon Ier et le fait d'avoir commandé l'armée royaliste lors de la bataille de Monte de las Cruces pour l'indépendance du Mexique.

## Biographie
Trujillo, récemment nommé lieutenant-colonel, est le commandant de la province de Michoacán. Quand Miguel Hidalgo proclame l'indépendance du Mexique, le 16 septembre 1810, le vice-roi Francisco Javier Venegas envoie Trujillo arrêter la progression des insurgés, s'appuyant sur le prestige que Trujillo avait acquis lors de la bataille de Bailén. L'affrontement entre les troupes royalistes de Trujillo et l'armée insurgée a lieu sur le Monte de las Cruces. 
Les troupes légitimistes sont défaites, ce qui donne à l'armée de Hidalgo la possibilité de marcher sur la cité de Mexico, capitale du royaume. Hidalgo, à la surprise générale, s'y oppose. Dans la capitale, ce retrait est utilisé pour transformer la défaite en victoire. Se dirigeant vers le nord, les insurgés sont pris dans une embuscade à Acatita de Bajan (es) et battus. Leurs chefs sont arrêtés et condamnés à mort en 1811.